# Rodrigo Barrera
Rodrigo Hernán Barrera (Santiago, 30 maart 1970) is een voormalig profvoetballer uit Chili, die gedurende zijn carrière speelde als aanvaller.

## Clubcarrière
Barrera, bijgenaamd El Chamuca, speelde clubvoetbal in Chili en Mexico. Hij beëindigde zijn loopbaan in 2006 bij Palestino.

## Interlandcarrière
Barrera speelde 22 officiële interlands voor Chili in de periode 1993-1998, en scoorde vijf keer voor de nationale ploeg. Hij maakte zijn debuut in de vriendschappelijke uitwedstrijd tegen Colombia (1-0 nederlaag) op 6 juni 1993 in Bogota.
Barrera nam met Chili deel aan twee opeenvolgende edities van de Copa América (1993 en 1995), en aan het WK voetbal 1998 in Frankrijk, waar hij niet in actie kwam. Zijn 22ste en laatste interland speelde hij aan de vooravond van de WK-eindronde, op donderdag 4 juni 1998 tegen Marokko (1-1), toen hij na 65 minuten plaats moest maken voor Iván Zamorano.
| Interlanddoelpunten | Interlanddoelpunten | Interlanddoelpunten | Interlanddoelpunten      | Interlanddoelpunten | Interlanddoelpunten | Interlanddoelpunten | Interlanddoelpunten |
| #                   | Datum               | Locatie             | Wedstrijd                | Goal(s)             | Score               | Uitslag             | Wedstrijd           |
| ------------------- | ------------------- | ------------------- | ------------------------ | ------------------- | ------------------- | ------------------- | ------------------- |
| 1                   | 09/06/1993          | Quito               | Ecuador – Chili          | 25'                 | 0 — 2               | 1 — 2               | Oefeninterland      |
| 2                   | 30/04/1994          | Albuquerque         | Verenigde Staten – Chili | 45'                 | 0 — 1               | 0 — 2               | Oefeninterland      |
| 3                   | 18/05/1994          | Santiago            | Chili – Argentinië       | 33'                 | 1 — 1               | 3 — 3               | Oefeninterland      |
| 4                   | 18/05/1994          | Santiago            | Chili – Argentinië       | 80'                 | 3 — 2               | 3 — 3               | Oefeninterland      |
| 5                   | 16/11/1997          | Santiago            | Chili – Bolivia          | 23'                 | 1 — 0               | 3 — 0               | WK-kwalificatie     |

## Erelijst
Universidad Católica
- Primera División

2002
- Copa Chile

1991, 1995
- Copa Interamericana

1994
 Universidad de Chile
- Primera División

1999, 2000
 Nexaca
- Primera División

1996